# Paharganj

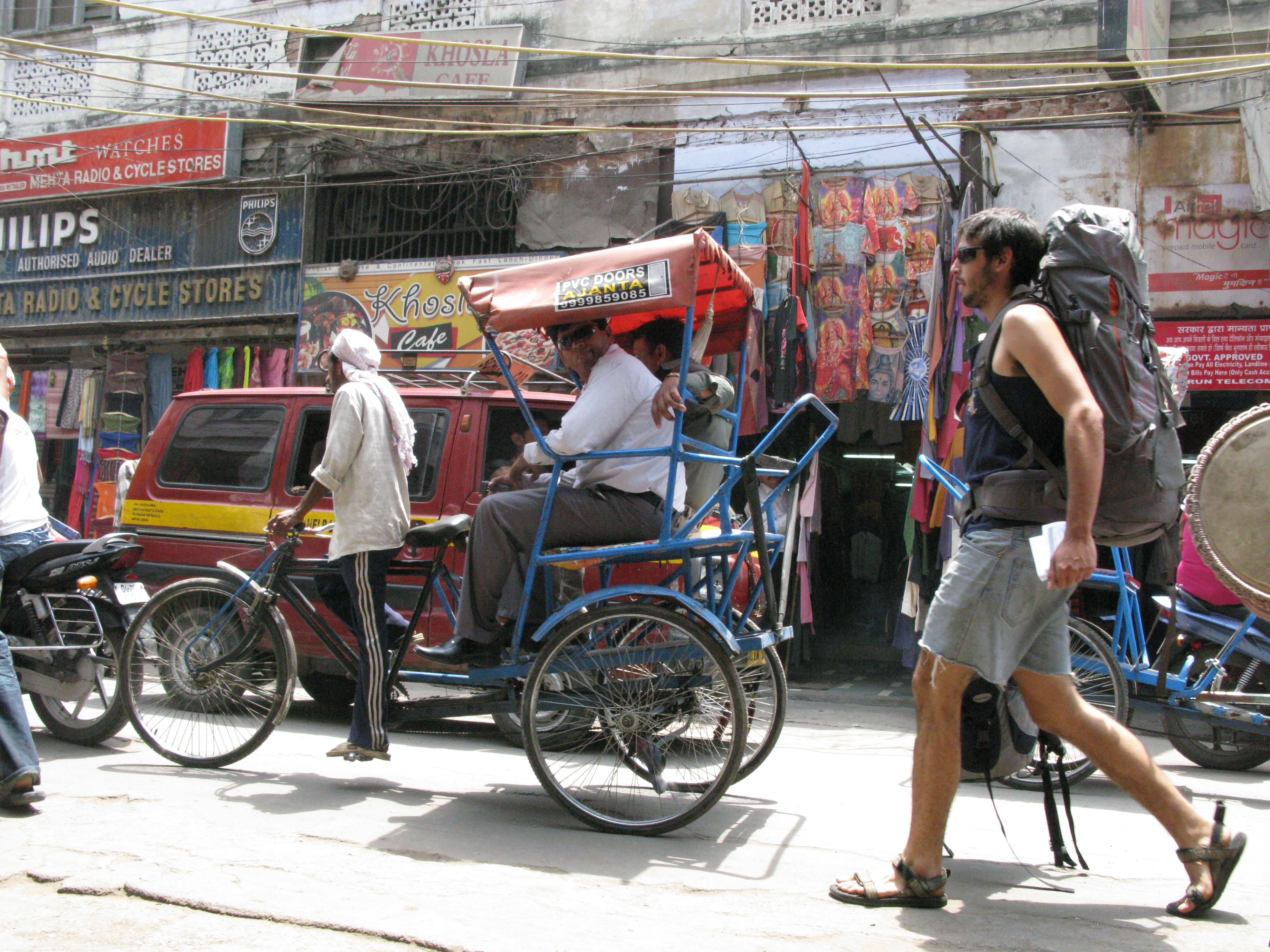
En gata i Paharganj

Paharganj (Hindi: पहाड़गंज, Urdu: پہاڑ گنج,) är ett område i centrala Delhi, strax väster om New Delhi Railway Station. Området är känt för sitt rika utbud av restauranger, hotell och affärer.